# Achatinella casta
Achatinella casta es una especie extinta de molusco gasterópodo estilomatóforos de la familia Achatinellidae.

## Distribución geográfica
Fue  endémica del Archipiélago de Hawái.